# Quentin Iglehart-Summers
Quentin Iglehart-Summers (né le 29 juin 1987) est un athlète américain spécialiste du 400 mètres. 

## Biographie
Il participe aux championnats du monde juniors à Pékin en 2006 mais échoue en demi-finale du 400 mètres, ne prenant que la cinquième place en 47 s 04.

### Palmarès
| Date | Compétition                    | Lieu     | Résultat | Épreuve   | Performance   |
| ---- | ------------------------------ | -------- | -------- | --------- | ------------- |
| 2012 | Championnats du monde en salle | Istanbul | 1er      | 4 × 400 m | 3 min 03 s 94 |

### Records
| Épreuve    | Performance | Lieu    | Date        |
| ---------- | ----------- | ------- | ----------- |
| 300 mètres | 33 s 08     | Eugene  | 8 août 2006 |
| 400 mètres | 45 s 46     | Boulder | 18 mai 2006 |